# لا یانا
لا یانا (آلمانی: La Jana; ۲۴ فوریهٔ ۱۹۰۵ – ۱۳ مارس ۱۹۴۰) هنرپیشه و رقصنده اهل آلمان بود.
از فیلم‌ها یا برنامه‌های تلویزیونی که وی در آنها نقش داشته‌است می‌توان به پیمان‌شکنی اشاره کرد.